# Bolonyai római katolikus templom
A bolonyai Jézus Szent Szíve római katolikus plébániatemplom Brassóban, a Zajzoni (Zizinului) utca 7. szám alatt áll. 1935-ben építették föl, egyházközsége 1971-ben vált önálló plébániává. Mellette helyezkedik el a Katolikus Egyetemi Kollégium és a Szent Imre Ifjúsági Ház.

## Története
A bolonyai magyar római katolikus hívek az 1930-as években szerveződtek közösségbe. 1933-ban tartott először szentmisét Vasvári Aladár lelkipásztor egy bérelt szükségkápolnában. A templom 1935-ben épült fel az Astra-negyedben, Köllő Ignác költségén. 1938–1946 között Antal József vezette a gyülekezetet, 1946-tól a belvárosi katolikus plébánia gondozta a híveket, majd 1965-ben újra saját lelkipásztort kaptak. 1971-ben önálló plébániává vált. 2003-ban kettévált a plébánia, és megalakult az újvárosi egyházközség.
A templom mellett 1977–1980 között építették fel a plébániaépületet, mely kezdetben papi öregotthonként is szolgált, később katolikus egyetemi kollégiummá alakult. 2007-ben épült fel a Szent Imre Ifjúsági Ház.

## Leírása
Hétköznap napi kétszer, vasárnap négyszer miséznek. Mivel sok moldvai csángó híve van, román nyelvű szentmiséket is tartanak benne. A 2010-es években a plébánián tizenkilenc csoport működött: egyházi szövetségek, társulatok, imacsoportok, cserkészcsapat stb. 2012-ben a hívek száma 3349 volt.